# 霍圖尼奇
51°53′1″N 31°46′18″E / 51.88361°N 31.77167°E
霍圖尼奇（烏克蘭語：Хотуничі），是烏克蘭北部的村莊，隸屬切爾尼希夫州的科留基夫卡區。該村面積0.33平方公里，海拔高度126米，2001年人口455，人口密度每平方公里1,374.6人。